# Maomé VIII de Granada
ʾAbu Abedalá Almoramassique Maomé ibne Iúçufe (em árabe: أبو عبد الله الصغير "المتمسك" محمد بن يوسف; romaniz.: Abū ʿAbd Allāh al-Muramassik Muḫammad ben Yûsuf), ou simplesmente Maomé VIII ou Maomé VIII, cognominado Almotamassique (متمسك; "o devotado") ou Saguir ("o pequeno"; 1409 — março de 1431) foi o 14º rei nacérida de Granada, que reinou em dois períodos, o primeiro entre 1417 e 1419, e o segundo entre 1427 e 1429. O seu reinado atribulado marcou o início do declínio do emirado de Granada.

## Primeiro reinado (1417-1419)
Maomé Almotamassique era o filho primogénito e herdeiro de Iúçufe III. Quando este morre a 9 de novembro de 1417 e o pequeno Mohammed, então com apenas oito anos de idade, sobe ao trono, a situação torna-se precária no interior do emirado granadino. Segundo as crónicas castelhanas, o poder de facto ficou nas mãos do vizir do rei defunto, Ali al-Amin, que assumiu o cargo de regente. Ali al-Amin pertencia ao clã dos Bannigas (Banu Egas ou Venegas). Os Abencerragens (nome castelhanizado dos Banu Sarray ou Banu Sarraj; em árabe: بنو السراج), um clã árabe proveniente do Norte de África, rivais dos Bannigas, começam então a ter um papel primordial na política do Reino Nacérida, que perduraria até ao seu final.
Logo no início do reinado, o emirado de Granada renova os tratados de paz com os reinos de Castela e os Merínidas de Marrocos, e envia tropas para apoiar o Cerco de Ceuta pelos Merínidas. Durante este primeiro reinado não se registaram incidentes militares externos.

## Interregno (1419-1427)
Em 1419 estala uma guerra civil, que irá desagregar e arruinar o emirado granadino. Uma série de conspirações, intrigas e assassinatos enfraquecem o poder. O clã dos Abencerragens tem que fazer face à dupla ameaça representada pelos cristãos dum lado e do clã dos Banigas do outro. Os Abencerragens, que detêm o comando militar em Guadix e Íllora, sublevam-se contra a autoridade do vizir Ali Almim e impõem como candidato ao trono um neto de Maomé V de Granada, Maomé Alaiçar, que ascende ao trono do emirado como Maomé IX. Maomé VIII foi então preso ou, segundo outras fontes, foi enviado para a corte do Reino Haféssida em Tunes.
Maomé IX Alaiçar entrega o governo a Iúçufe ibne Sarraje, do clã dos Abencerragens. A preferência dada pelo novo emir a esta família e o desprezo com que os Abencerragens tratam por vezes o resto da nobreza granadina contribuem para o aumento do número dos seus adversários. Maomé Alaiçar tem contra si alguns legitimistas que pensam que o reino deve ser restituído ao jovem emir destituído. Este grupo de oponentes formam um partido poderoso, liderado por Raduão Banigas (conhecido nas crónicas cristãs como Venegas ou Benegas). Por fim, o descontentamento entre a população cresce devido à  penúria e aos pesados impostos destinados a pagar o tributo a Castela.
Em janeiro de 1427, o descontentamento popular, que exigia a renovação da trégua com Castela, leva a que Maomé Almotamassique seja libertado da prisão quando tinha mais de 18 anos. Segundo outras fontes, Maomé Almotamassique teria voltado de Tunes com o apoio de tropas haféssidas. Quando soube da revolta das gentes da almedina, Maomé Alaiçar põe-se em fuga e procura refúgio na Tunísia, junto do califa haféssida Abu Faris Abdalazize Mutavaquil.

## Segundo reinado (1427-1429)
Maomé VIII assume de novo o trono, fortemente apoiado pelos seus partidários, mas tal não vai durar muito tempo. Confia o governo aquele que lhe tinha permitido retomar o poder, Raduão Banigas. Este começa por afastar discretamente todos os potenciais opositores, bem como os funcionários nomeados pelo seu antecessor. Substitui também os comandantes das fortalezas fronteiriças por homens da sua confiança. Por outro lado, Maomé VIII negocia uma trégua de um ano com Castela, mas isso não evita que se registem numerosos incidentes na fronteira.
No outono de 1428, antes da trégua negociada no ano anterior expirar, Maomé VIII envia uma embaixada a João II de Castela para negociar uma trégua de vários anos. Mas João II começa a cultivar a ideia de atacar o Reino Nacérida e faz esperar os embaixadores. Por fim finge aceitar a trégua mas coloca condições inaceitáveis. Na realidade João não faz mais do que procurar ganhar tempo para se preparar para a guerra. Entretanto em Granada os acontecimentos precipitam-se.
No seu exílio na Tunísia, Maomé Alaiçar obtém do califa haféssida ajuda em tropas e outros recursos. A maior parte dos seus partidários Abencerragens tinham permanecido em Granada e são informados do apoio fornecido por Abu Faris e sugerem pedir ajuda a João II. Esta conspiração é descoberta e Raduão Banigas manda prender os conspiradores mais proeminentes; mas os Abencerragens, prevenidos por essas prisões, fogem para lugar seguro fora da cidade. Iúçufe ibne Sarraje vai a Castela pedir ajuda a João II, que o recebe, acede aos seus pedidos, e envia um embaixador a Abu Faris. Pouco tempo depois este embaixador volta acompanhado de Maomé Alaiçar e de 500 homens. Ainda em 1428, tropas castelhanas devastam a Veiga de Granada e atacam Ronda, que é temporariamente ocupada.
A notícia do desembarque de Maomé IX em Vera difunde-se rapidamente em todo o reino de Granada. Os habitantes de Almeria tomam o partido de Maomé IX e Maomé VIII prepara-se para resistir. Os dois exércitos encontram-se nos arredores de Guadix, mas as tropas de Almotamassique põem-se em debandada quando avistam o exército que os defronta, refugiando-se em Granada. Maomé IX dirige-se para a capital, onde a almedina e o Albaicín se lhe entregam, e inicia o cerco à fortaleza. Ao mesmo tempo, Málaga, Ronda, Gibraltar e quase todas as cidades do emirado são tomadas pelas tropas de Maomé IX. No fim do ano de 1429, Maomé VIII capitula e apela à clemência do vencedor; é preso na fortaleza de Salobreña.

## Últimos anos e morte
Maomé IX receia uma nova conspiração para colocar novamente no trono Maomé VIII. De forma mais geral, ele receia as reivindicações legitimistas. Os Abencerragens voltam ao poder e empreendem uma violenta repressão contra os seus adversários, especialmente contra a família Bannigas. Estes vêm-se obrigados a fugir ou a esconderem-se, esperando uma ocasião propícia para outra rebelião. No fim de março de 1431, Maomé IX manda executar o seu rival e o seu irmão, pensando que com isso acabaria com os pretextos para uma rebelião dos legitimistas.